# الرابطة الرياضية البيضاوية
الرابطة الرياضية البيضاوية هو فريق كرة يد مغربي مقره الدار البيضاء، يلعب في الدوري المغربي لكرة اليد، تأسس عام 1977،

## الإنجازات

### الألقاب الوطنية
- الدوري المغربي لكرة اليد 12:

البطل: 1985–86 ، 1986–87 ، 1987–88 ، 1990–91 ، 2001–02 ، 2002–03 ، 2003–04 ، 2004–05 ، 2006–07 ، 2007–08 ، 2008–09 ، 2009–10.
- كأس المغرب لكرة اليد 12:

البطل: 1983–84 ، 1984–85 ، 1986–87 ، 1987–88 ، 1998–99 ، 2000–01 ، 2002–03 ، 2003–04 ، 2004–05 ، 2005–06 ، 2007–08 ، 2009–10

### ألقاب دولية
- كأس الكؤوس الأفريقية لكرة اليد (الوصيف)

- بطولة الأبطال العربية لكرة اليد (البطل، الوصيف)

- البطولة العربية للأندية أبطال الدوري والكأس (البطل)

## روابط خارجية
- الموقع الرسمي